# فيرنون دبليو. هيوز
فيرنون دبليو. هيوز (بالإنجليزية: Vernon Hughes)‏ هو فيزيائي أمريكي، ولد في 28 مايو 1921 في كانكاكي في الولايات المتحدة، وتوفي في 25 مارس 2003 في نيو هيفن في الولايات المتحدة.

## وصلات خارجية
- فيرنون دبليو. هيوز على موقع إن إن دي بي (الإنجليزية)